# Danh sách bài hát thu âm bởi Taylor Swift

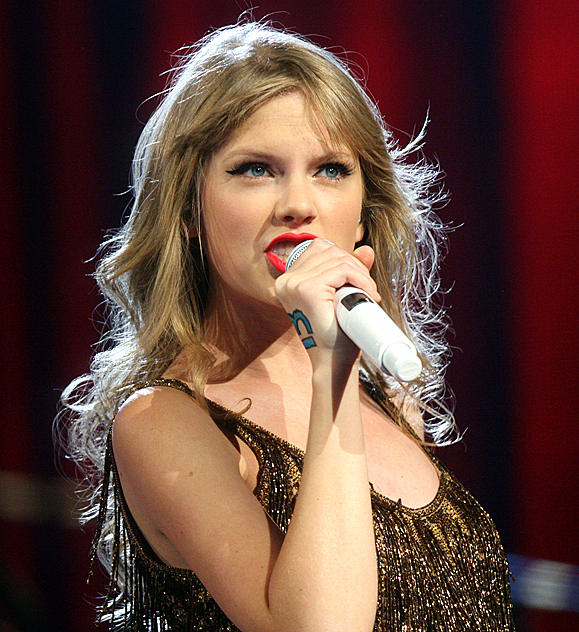
Swift trình diễn trong Speak Now World Tour tại Sydney, Úc năm 2012

Taylor Swift là nữ ca sĩ kiêm sáng tác nhạc người Mỹ. Cô ký một hợp đồng thu âm với Big Machine Records năm 2005 và phát hành album đầu tay cùng tên vào năm kế tiếp. Swift viết 3 bài hát trong album: "Our Song", "Should've Said No" và "The Outside". 8 ca khúc còn lại do cô đồng sáng tác với Liz Rose, Robert Ellis Orrall, Brian Maher và Angelo Petraglia. Năm 2007, cô ra mắt đĩa mở rộng (EP) đầu tay Sounds of the Season: The Taylor Swift Holiday Collection, chứa hai bài hát gốc do cô tự sáng tác: "Christmases When You Were Mine" và "Christmas Must Be Something More".
Beautiful Eyes, EP thứ hai của Swift, phát hành năm 2008, xuất hiện những bài hát trích từ album đầu tay và hai bài hát mới; bài hát cùng tên và "I Heart Question Mark". Swift tự sáng tác hầu hết album phòng thu thứ hai, Fearless (2008) trong lúc quảng bá dưới hình thức mở màn tại nhiều buổi hòa nhạc của các nghệ sĩ nhạc đồng quê khác. Trong lúc đồng nghiệp vắng mặt, Swift viết 8 bài hát và đồng sáng tác phần còn lại với Rose, Hillary Lindsey, Colbie Caillat và John Rich. Cô đóng góp hai bài hát, "Today Was a Fairytale" và "Jump Then Fall", trong album nhạc phim Valentine's Day và thu âm một phiên bản mới của "Breathless", một bài hát của Better Than Ezra nằm trong album Hope for Haiti Now. Swift tự tay sáng tác toàn bộ album Speak Now (2010) mà không có sự trợ giúp nào. Album chuyên sâu vào thể loại pop đồng quê như các sản phẩm trước và mang chủ đề về tình yêu, sự lãng mạn và đau khổ.
Cuối năm 2011, Swift đóng góp hai bài hát mới, "Safe & Sound", có sự xuất hiện của The Civil Wars, và "Eyes Open", trong album nhạc phim The Hunger Games. Album thứ tư của Swift, Red (2012) đánh dấu sự thay đổi về phong cách âm nhạc với sự thể nghiệm cùng heartland rock, dubstep và dance-pop. Bên cạnh nhà sản xuất Nathan Chapman—người giúp đỡ Swift thu âm ba album đầu tiên—cô còn hợp tác với nhiều nhân vật khác, như Dann Huff, Max Martin và Shellback; trong đó, Martin và Shellback còn đồng sáng tác album này cùng cô. Năm 2013, cô góp giọng trong đĩa đơn "Highway Don't Care" của Tim McGraw, với đoạn guitar của Keith Urban; và trình bày "Sweeter Than Fiction" trong album nhạc phim One Chance.
Swift phát hành album phòng thu thứ năm, 1989 vào năm 2014. Được xem là "album mang tư liệu pop đầu tiên", đây là sự thay đổi so với những album nhạc đồng quê trước đó. Album sáp nhập nhiều thể loại âm nhạc, như dance-pop và synthpop, được mô tả là một album "dẫn dắt bởi tiếng synth và trống thay vì guitar". Trong album, Swift hợp tác với nhiều tác giả mới, bao gồm Jack Antonoff và Ryan Tedder. Trong vai trò giám đốc sản xuất bên cạnh Martin, cô còn đưa ra nhiều cái tên gắn bó quen thuộc như Chapman và Shellback, với sự góp mặt lần đầu tiên của Noel Zancanella, Mattman & Robin và Greg Kurstin. Tháng 12 năm 2016, Swift thu âm "I Don't Wanna Live Forever" chô bộ phim Fifty Shades Darker với ca sĩ Anh Quốc Zayn. Trong album phòng thu thứ sáu của mình Reputation (2017), Swift đóng vai trò nhà sản xuất chủ đạo, cùng những nhạc sĩ quen thuộc trước đó như Antonoff, Martin, Shellback, cùng nhiều nhạc sĩ mới bao gồm Oscar Görres và Oscar Holter, và Future với vai trò là nghệ sĩ khách mời.
Ở album phòng thu thứ bảy Lover (2019), Swift tiếp tục đóng vai trò là nhà sản xuất chính, với một số tác giả quen thuộc như Antonoff cùng nhiều cộng sự mới bao gồm Joel Little, Louis Bell, Frank Dukes, Sounwave, St. Vincent và Cautious Clay. Album có sự góp giọng của Brendon Urie từ Panic! at the Disco và Dixie Chicks. Bản phối lại của bài hát cùng tên trong album được phát hành với sự góp giọng và sáng tác của ca sĩ người Canada Shawn Mendes. Tháng 11 năm 2019, Swift phát hành "Beautiful Ghosts", một bài hát viết cùng nhạc sĩ người Anh Andrew Lloyd Webber cho album nhạc phim Cats. Vào tuần lễ trước sinh nhật cô năm 2019, Swift ra mắt một đĩa đơn Giáng sinh có tên "Christmas Tree Farm". Tháng 1 năm 2020, Swift phát hành một bài hát mang tính chính trị mang tên "Only the Young" cùng với Miss Americana, một bộ phim tài liệu độc quyền trên Netflix nói về cuộc đời và sự nghiệp của cô suốt nhiều năm qua.
Swift phát hành album phòng thu thứ tám Folklore vào năm 2020; album được phát hành bất ngờ với 16 bài hát mới và thêm một bài hát bổ sung ở các phiên bản đĩa vật lý.

## Danh sách bài hát

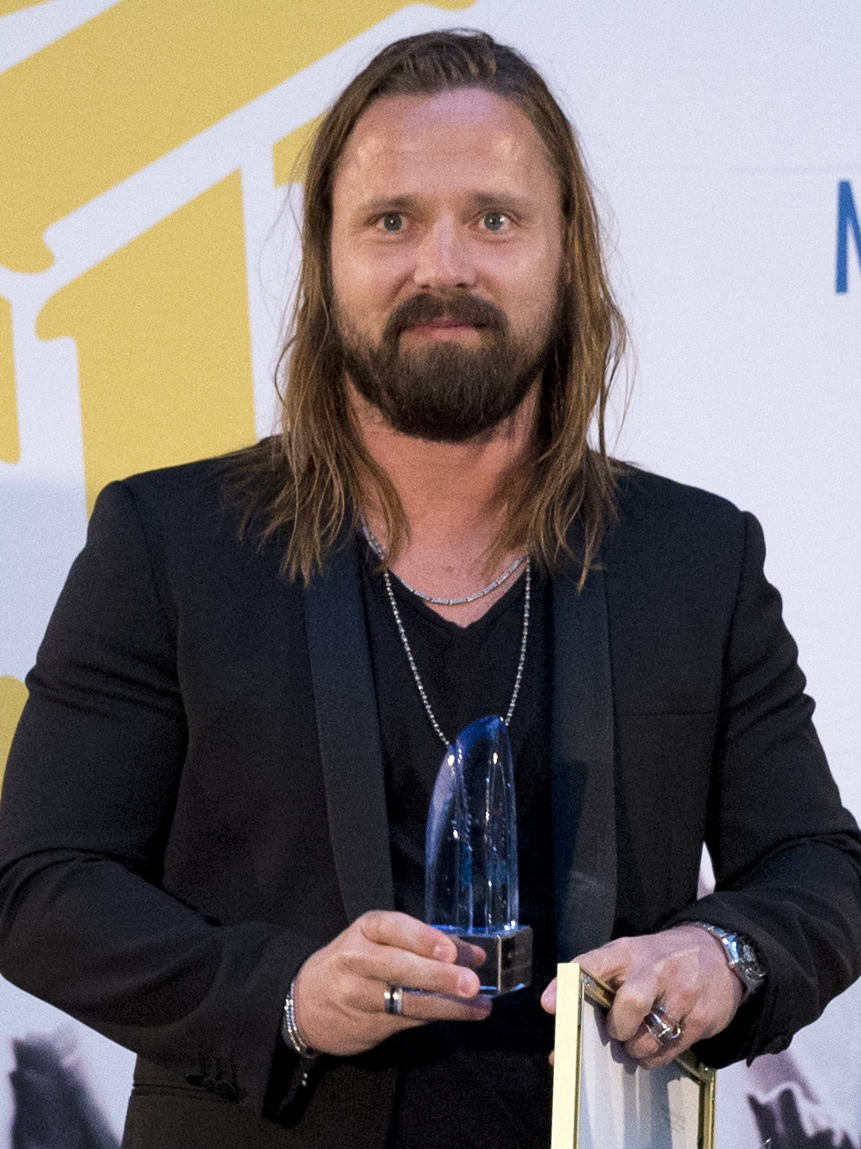
Max Martin đồng sáng tác bốn bài hát cùng Swift, hầu hết các bài hát này đều chiếm vị trí quán quân bảng xếp hạng Billboard Hot 100.

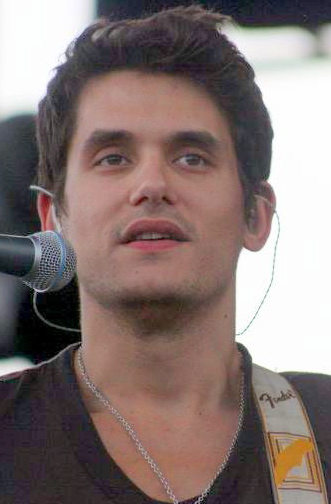
John Mayer hợp tác với Swift trong "Half of My Heart".

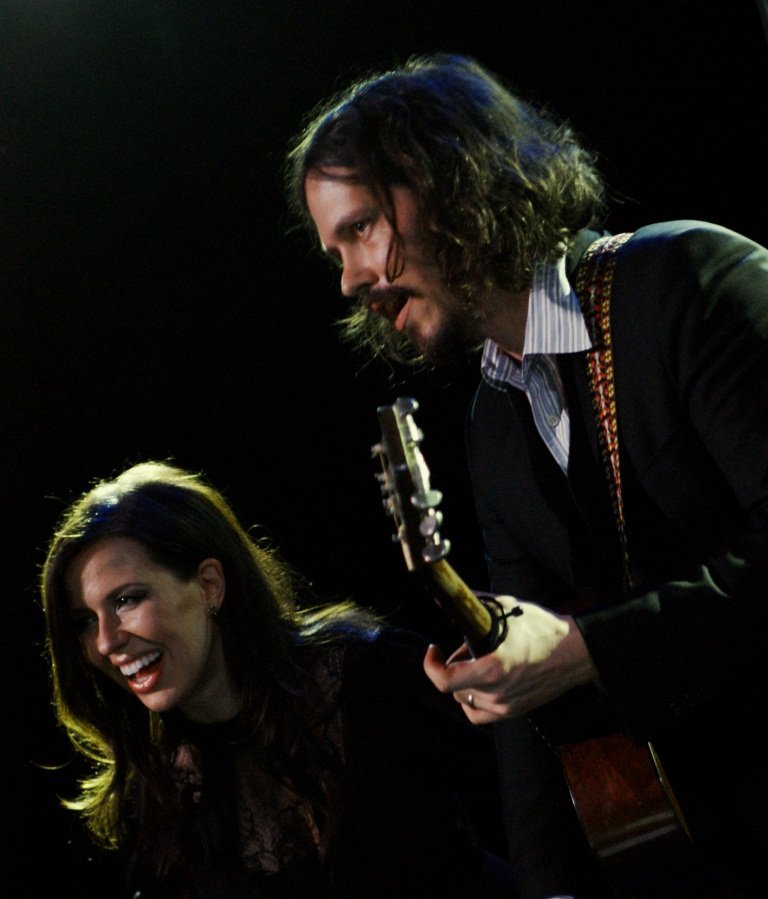
The Civil Wars đồng sáng tác và tham gia trình bày "Safe & Sound".

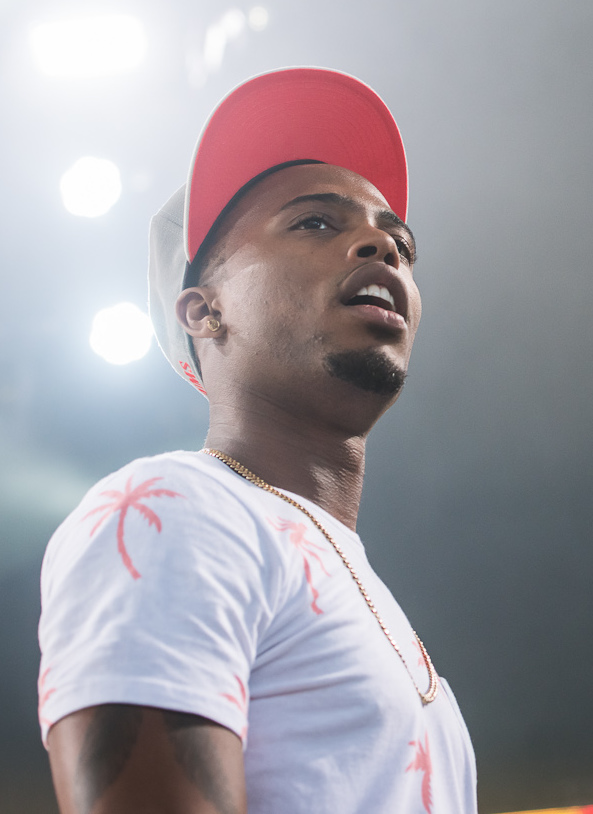
Swift đồng sáng tác và góp giọng trong bài hát "Both of Us" của B.o.B.

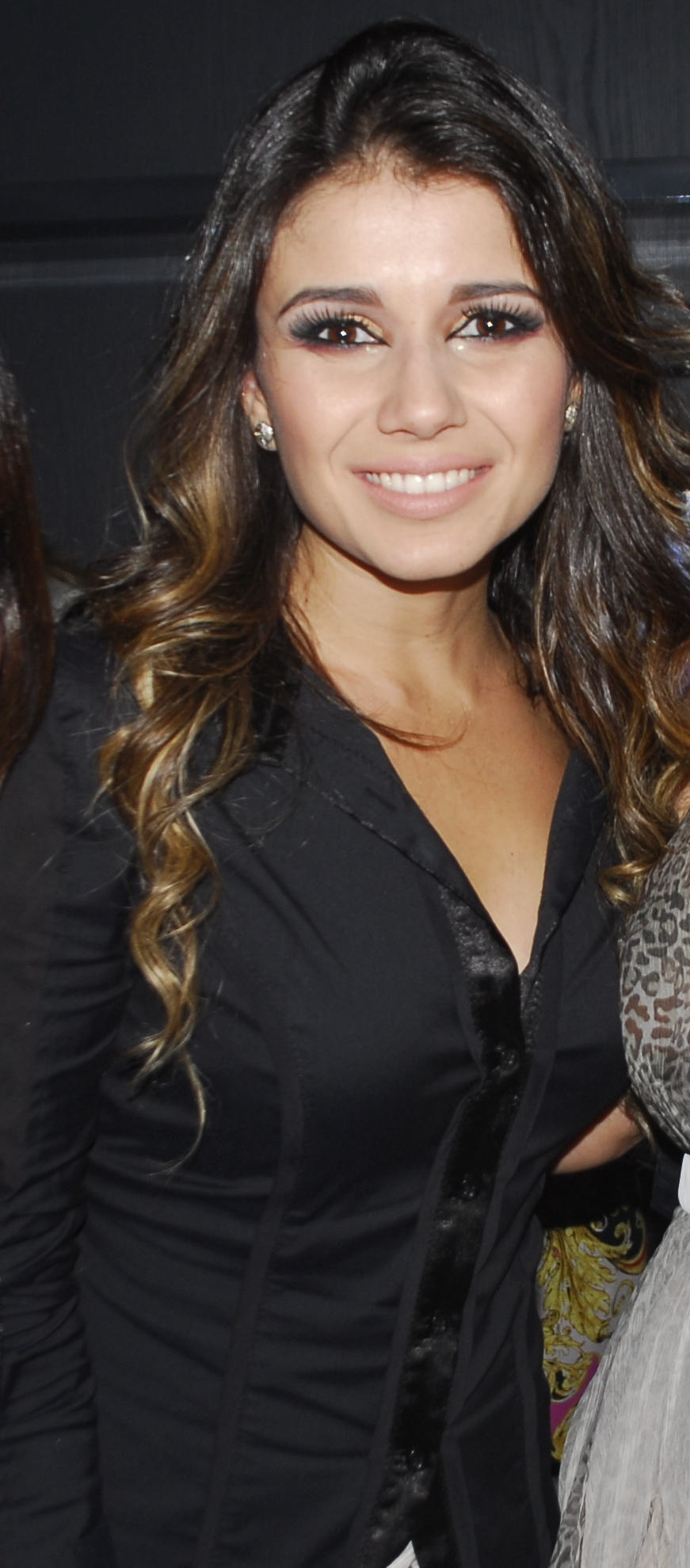
Paula Fernandes đồng sáng tác và góp giọng trong "Long Live".

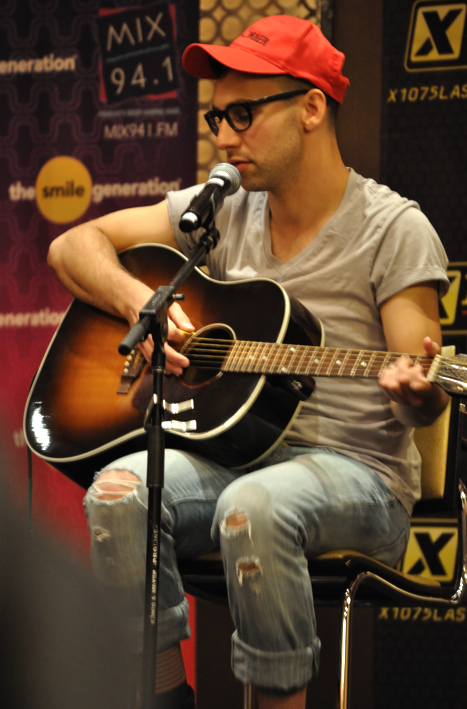
Jack Antonoff đồng sáng tác "Sweeter Than Fiction", ba bài hát từ album 1989 và "I Don't Wanna Live Forever"

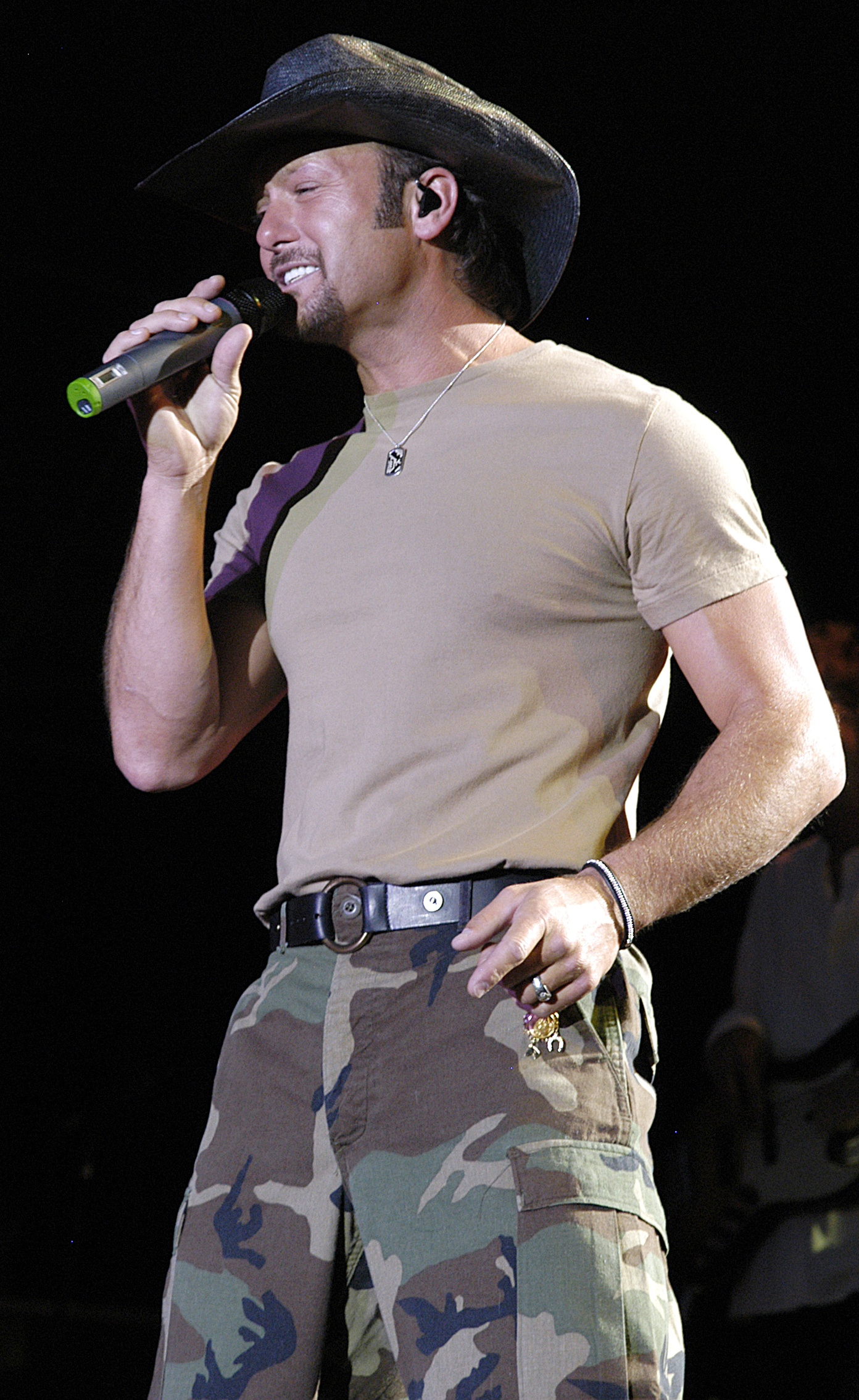
Swift góp giọng trong "Highway Don't Care" của Tim McGraw

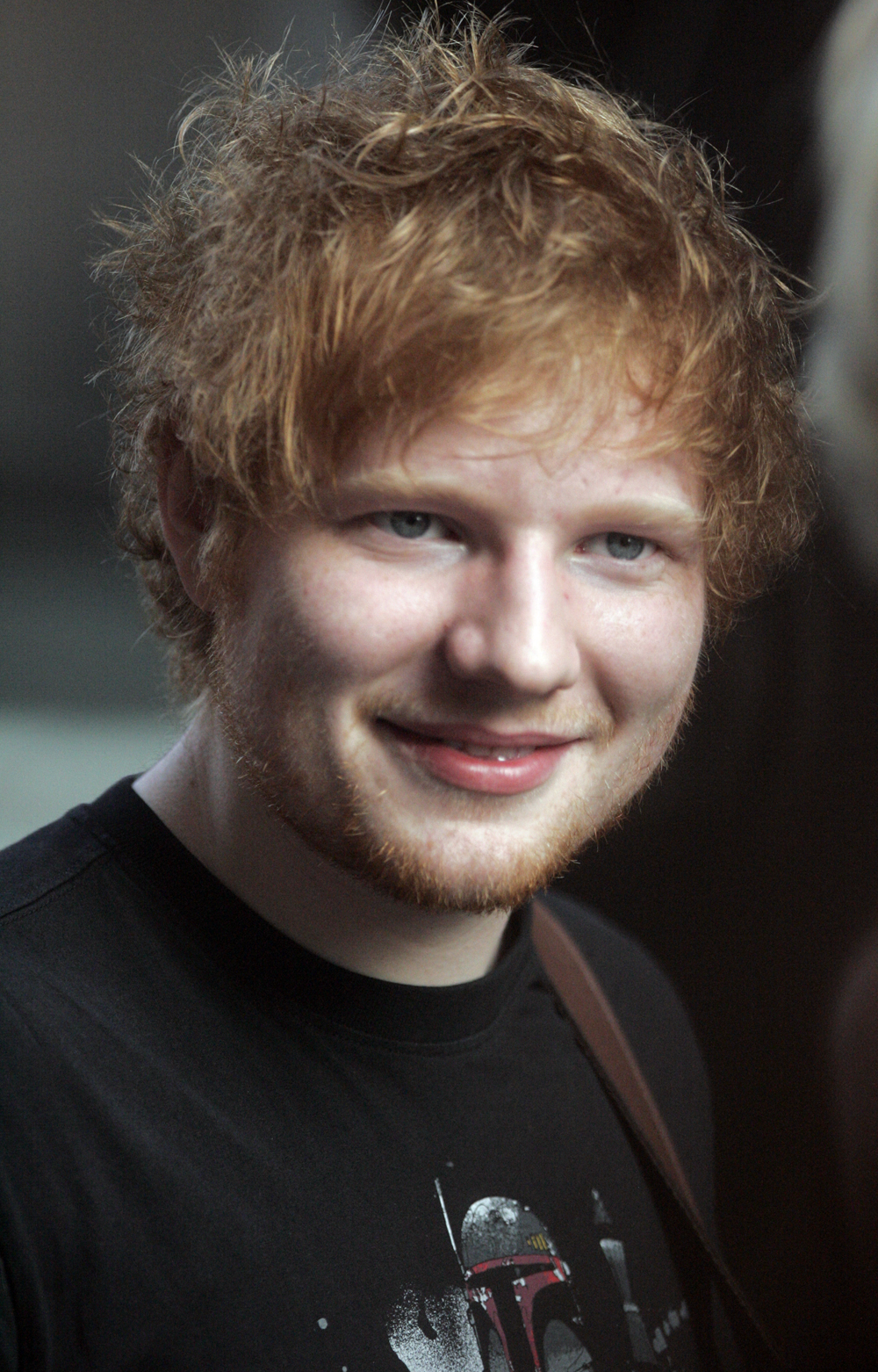
Ed Sheeran đồng sáng tác "Everything Has Changed", và góp giọng trong bài hát

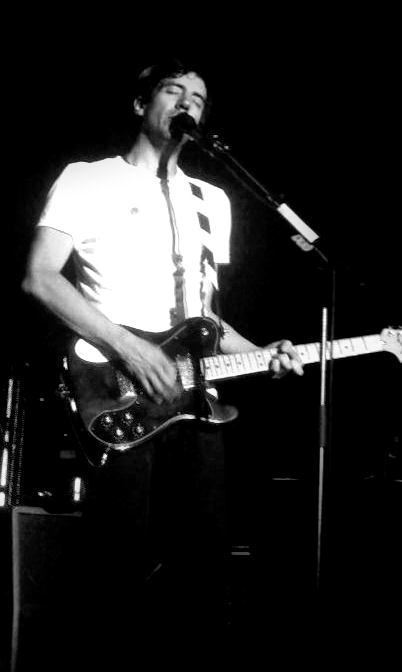
Gary Lightbody từ nhóm Snow Patrol đồng sáng tác "The Last Time", và góp giọng trong bài hát.

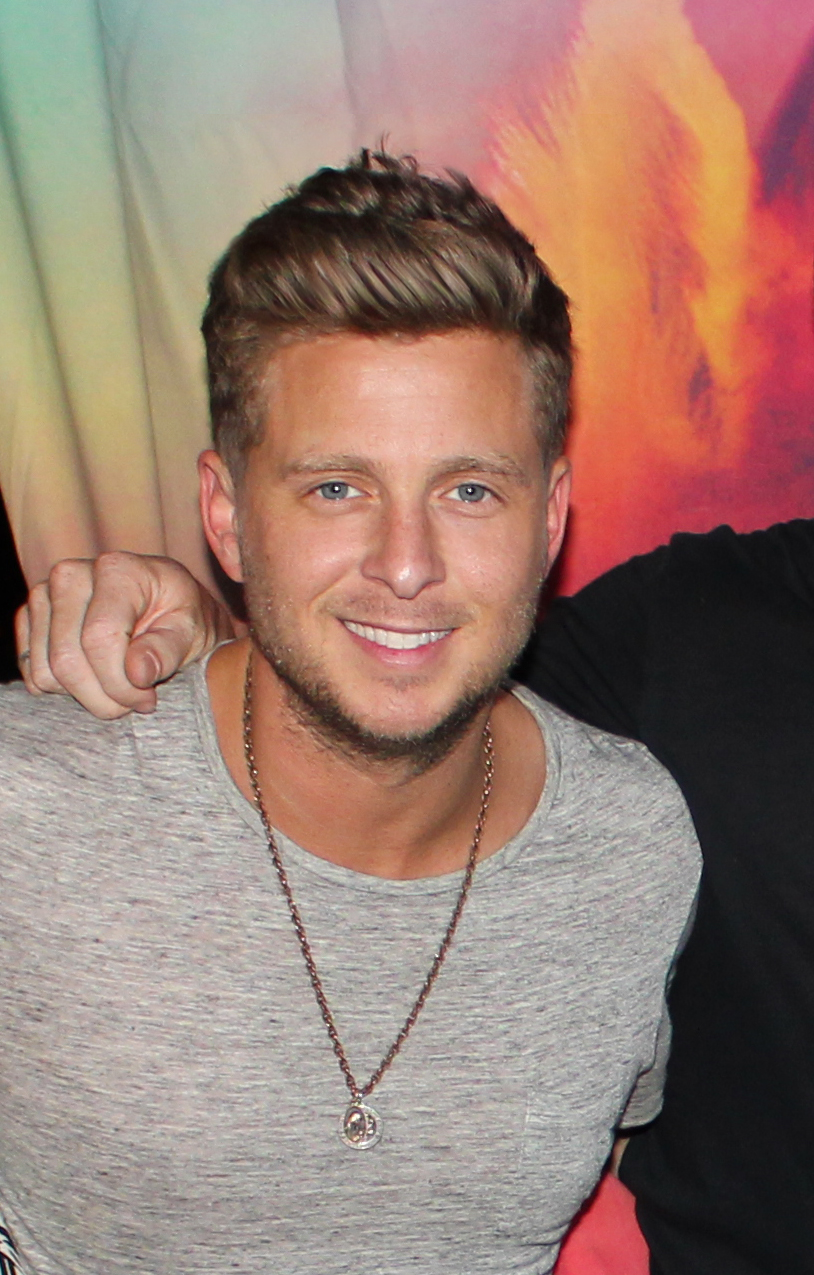
Ryan Tedder viết "I Know Places" và "Welcome to New York" với Swift.

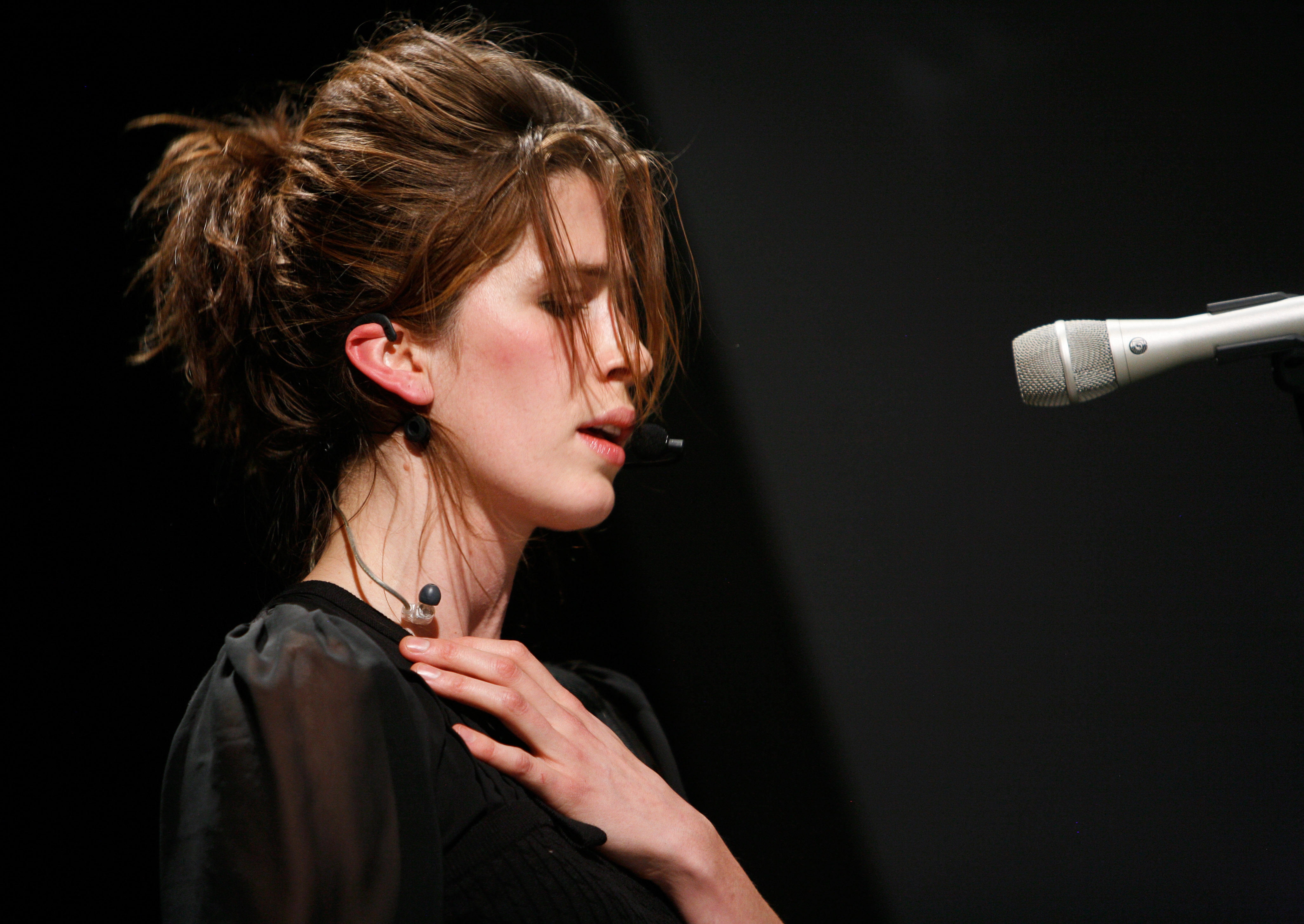
Imogen Heap đồng sáng tác "Clean".

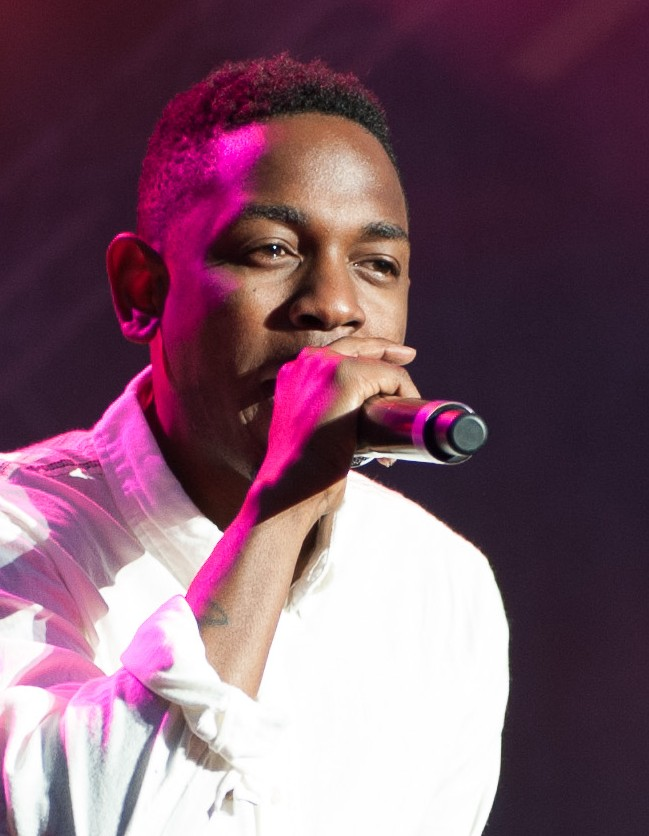
Kendrick Lamar đồng sáng tác phần remix của "Bad Blood" và góp giọng trong bài hát

| ‡ | Bài hát được viết duy nhất bởi Taylor Swift |

| Bài hát                                   | Nghệ sĩ                                                      | Tác giả                                                                       | Album                                                   | Năm  | Nguồn         |
| ----------------------------------------- | ------------------------------------------------------------ | ----------------------------------------------------------------------------- | ------------------------------------------------------- | ---- | ------------- |
| "The 1"                                   | Taylor Swift                                                 | Taylor Swift Aaron Dessner                                                    | Folklore                                                | 2020 | [ 14 ]        |
| "22"                                      | Taylor Swift                                                 | Taylor Swift Max Martin Shellback                                             | Red                                                     | 2012 | [ 8 ]         |
| "Afterglow"                               | Taylor Swift                                                 | Taylor Swift Louis Bell Frank Dukes                                           | Lover                                                   | 2019 | [ 16 ]        |
| "All Too Well"                            | Taylor Swift                                                 | Taylor Swift Liz Rose                                                         | Red                                                     | 2012 | [ 8 ]         |
| "All You Had to Do Was Stay"              | Taylor Swift                                                 | Taylor Swift Max Martin                                                       | 1989                                                    | 2014 | [ 11 ]        |
| "American Girl" (hát lại)                 | Taylor Swift                                                 | Tom Petty                                                                     | Không có                                                | 2009 | [ 17 ]        |
| "The Archer"                              | Taylor Swift                                                 | Taylor Swift Jack Antonoff                                                    | Lover                                                   | 2019 | [ 18 ]        |
| "August"                                  | Taylor Swift                                                 | Taylor Swift Jack Antonoff                                                    | Folklore                                                | 2020 | [ 14 ]        |
| "Babe"                                    | Sugarland hợp tác với Taylor Swift                           | Taylor Swift Patrick Monahan                                                  | Bigger                                                  | 2018 | [ 19 ]        |
| "Back to December"                        | Taylor Swift                                                 | Taylor Swift ‡                                                                | Speak Now                                               | 2010 | [ 6 ]         |
| "Bad Blood"                               | Taylor Swift                                                 | Taylor Swift Max Martin Shellback                                             | 1989                                                    | 2014 | [ 11 ]        |
| "Bad Blood" (Remix)                       | Taylor Swift hợp tác với Kendrick Lamar                      | Taylor Swift Max Martin Shellback Kendrick Lamar                              | Không có                                                | 2015 | [ 21 ]        |
| "Beautiful Eyes"                          | Taylor Swift                                                 | Taylor Swift ‡                                                                | Beautiful Eyes                                          | 2008 | [ 3 ]         |
| "Begin Again"                             | Taylor Swift                                                 | Taylor Swift ‡                                                                | Red                                                     | 2012 | [ 8 ]         |
| "The Best Day"                            | Taylor Swift                                                 | Taylor Swift ‡                                                                | Fearless                                                | 2008 | [ 22 ]        |
| "Bette Davis Eyes" (hát lại)              | Taylor Swift                                                 | Donna Weiss Jackie DeShannon                                                  | Speak Now World Tour – Live                             | 2011 | [ 23 ]        |
| "Better than Revenge"                     | Taylor Swift                                                 | Taylor Swift ‡                                                                | Speak Now                                               | 2010 | [ 6 ]         |
| "Betty"                                   | Taylor Swift                                                 | Taylor Swift William Bowery                                                   | Folklore                                                | 2020 | [ 14 ]        |
| "Big Star (Live)"                         | Kenny Chesney và Taylor Swift                                | Stephony Smith                                                                | Live in No Shoes Nation                                 | 2017 | [ 24 ]        |
| "Blank Space"                             | Taylor Swift                                                 | Taylor Swift Max Martin Shellback                                             | 1989                                                    | 2014 | [ 11 ]        |
| "Both of Us"                              | B.o.B hợp tác với Taylor Swift                               | Bobby Ray Simmons, Jr. Ammar Malik Lukasz Gottwald Henry Walter Taylor Swift  | Strange Clouds                                          | 2012 | [ 25 ]        |
| "Breathe"                                 | Taylor Swift hợp tác với Colbie Caillat                      | Taylor Swift Colbie Caillat                                                   | Fearless                                                | 2008 | [ 22 ]        |
| "Breathless" (hát lại)                    | Taylor Swift                                                 | Kevin Griffin                                                                 | Hope for Haiti Now                                      | 2010 | [ 26 ]        |
| "Call It What You Want"                   | Taylor Swift                                                 | Taylor Swift Jack Antonoff                                                    | Reputation                                              | 2017 | [ 12 ]        |
| "Cardigan"                                | Taylor Swift                                                 | Taylor Swift Aaron Dessner                                                    | Folklore                                                | 2020 | [ 14 ]        |
| "Change"                                  | Taylor Swift                                                 | Taylor Swift ‡                                                                | AT&T Team USA Soundtrack và Fearless                    | 2008 | [ 22 ]        |
| "Christmas Must Be Something More"        | Taylor Swift                                                 | Taylor Swift ‡                                                                | Sounds of the Season                                    | 2007 | [ 27 ]        |
| "Christmas Tree Farm"                     | Taylor Swift                                                 | Taylor Swift ‡                                                                | Không có                                                | 2019 | [ 28 ]        |
| "Christmases When You Were Mine"          | Taylor Swift                                                 | Taylor Swift Liz Rose Nathan Chapman                                          | Sounds of the Season                                    | 2007 | [ 27 ]        |
| "Clean"                                   | Taylor Swift                                                 | Taylor Swift Imogen Heap                                                      | 1989                                                    | 2014 | [ 11 ]        |
| "Cold as You"                             | Taylor Swift                                                 | Taylor Swift Liz Rose                                                         | Taylor Swift                                            | 2006 | [ 2 ]         |
| "Come Back... Be Here"                    | Taylor Swift                                                 | Taylor Swift Dan Wilson                                                       | Red                                                     | 2012 | [ 8 ]         |
| "Come in with the Rain"                   | Taylor Swift                                                 | Taylor Swift Liz Rose                                                         | Fearless (Phiên bản bạch kim)                           | 2009 | [ 22 ]        |
| "Cornelia Street"                         | Taylor Swift                                                 | Taylor Swift ‡                                                                | Lover                                                   | 2019 | [ 16 ]        |
| "Crazier"                                 | Taylor Swift                                                 | Taylor Swift Robert Ellis Orrall                                              | Hannah Montana: The Movie                               | 2009 | [ 29 ]        |
| "Cruel Summer"                            | Taylor Swift                                                 | Taylor Swift Jack Antonoff St. Vincent                                        | Lover                                                   | 2019 | [ 16 ]        |
| "Dancing with Our Hands Tied"             | Taylor Swift                                                 | Taylor Swift Max Martin Shellback Oscar Holter                                | Reputation                                              | 2017 | [ 12 ]        |
| "Daylight"                                | Taylor Swift                                                 | Taylor Swift ‡                                                                | Lover                                                   | 2019 | [ 16 ]        |
| "Death by a Thousand Cuts"                | Taylor Swift                                                 | Taylor Swift Jack Antonoff                                                    | Lover                                                   | 2019 | [ 16 ]        |
| "Dear John"                               | Taylor Swift                                                 | Taylor Swift ‡                                                                | Speak Now                                               | 2010 | [ 6 ]         |
| "Delicate"                                | Taylor Swift                                                 | Taylor Swift Max Martin Shellback                                             | Reputation                                              | 2017 | [ 12 ]        |
| "Don't Blame Me"                          | Taylor Swift                                                 | Taylor Swift Max Martin Shellback                                             | Reputation                                              | 2017 | [ 12 ]        |
| "Dress"                                   | Taylor Swift                                                 | Taylor Swift Jack Antonoff                                                    | Reputation                                              | 2017 | [ 12 ]        |
| "Drops of Jupiter" (hát lại - trực tiếp)  | Taylor Swift                                                 | Charlie Colin Rob Hotchkiss Jimmy Stafford Pat Monahan Scott Underwood        | Speak Now World Tour – Live                             | 2011 | [ 23 ]        |
| "Enchanted"                               | Taylor Swift                                                 | Taylor Swift ‡                                                                | Speak Now                                               | 2010 | [ 6 ]         |
| "End Game"                                | Taylor Swift hợp tác với Ed Sheeran và Future                | Taylor Swift Max Martin Shellback Ed Sheeran Nayvadius Wilburn                | Reputation                                              | 2017 | [ 12 ]        |
| "Epiphany"                                | Taylor Swift                                                 | Taylor Swift Aaron Dessner                                                    | Folklore                                                | 2020 | [ 14 ]        |
| "Everything Has Changed"                  | Taylor Swift hợp tác với Ed Sheeran                          | Taylor Swift Ed Sheeran                                                       | Red                                                     | 2012 | [ 8 ]         |
| "Exile"                                   | Taylor Swift hợp tác với Bon Iver                            | Taylor Swift Justin Vernon William Bowery                                     | Folklore                                                | 2020 | [ 14 ]        |
| "Eyes Open"                               | Taylor Swift                                                 | Taylor Swift ‡                                                                | The Hunger Games                                        | 2012 | [ 30 ]        |
| "False God"                               | Taylor Swift                                                 | Taylor Swift Jack Antonoff                                                    | Lover                                                   | 2019 | [ 16 ]        |
| "Fearless"                                | Taylor Swift                                                 | Taylor Swift Liz Rose Hillary Lindsey                                         | Fearless                                                | 2008 | [ 22 ]        |
| "Fifteen"                                 | Taylor Swift                                                 | Taylor Swift ‡                                                                | Fearless                                                | 2008 | [ 22 ]        |
| "Forever & Always"                        | Taylor Swift                                                 | Taylor Swift ‡                                                                | Fearless                                                | 2008 | [ 22 ]        |
| "Forever & Always" (Phiên bản piano)      | Taylor Swift                                                 | Taylor Swift ‡                                                                | Fearless (Phiên bản bạch kim)                           | 2009 | [ 22 ]        |
| "Getaway Car"                             | Taylor Swift                                                 | Taylor Swift Jack Antonoff                                                    | Reputation                                              | 2017 | [ 12 ]        |
| "Girl at Home"                            | Taylor Swift                                                 | Taylor Swift ‡                                                                | Red                                                     | 2012 | [ 8 ]         |
| "Gorgeous"                                | Taylor Swift                                                 | Taylor Swift Max Martin Shellback                                             | Reputation                                              | 2017 | [ 12 ]        |
| "Half of My Heart" (phiên bản album)      | John Mayer hợp tác với Taylor Swift                          | John Mayer                                                                    | Battle Studies                                          | 2009 | [ 31 ]        |
| "Haunted"                                 | Taylor Swift                                                 | Taylor Swift ‡                                                                | Speak Now                                               | 2010 | [ 6 ]         |
| "Hey Stephen"                             | Taylor Swift                                                 | Taylor Swift ‡                                                                | Fearless                                                | 2008 | [ 22 ]        |
| "Highway Don't Care"                      | Tim McGraw và Taylor Swift                                   | Mark Irwin Josh Kear Brad Warren Brett Warren                                 | Two Lanes of Freedom                                    | 2013 | [ 32 ]        |
| "Hoax"                                    | Taylor Swift                                                 | Taylor Swift Aaron Dessner                                                    | Folklore                                                | 2020 | [ 14 ]        |
| "Hold On" (hát lại - trực tiếp)           | Jack Ingram hợp tác với Taylor Swift                         | Blu Sanders                                                                   | Rhapsody Originals                                      | 2007 | [ 33 ]        |
| "Holy Ground"                             | Taylor Swift                                                 | Taylor Swift ‡                                                                | Red                                                     | 2012 | [ 8 ]         |
| "How You Get the Girl"                    | Taylor Swift                                                 | Taylor Swift Max Martin Shellback                                             | 1989                                                    | 2014 | [ 11 ]        |
| "I Almost Do"                             | Taylor Swift                                                 | Taylor Swift ‡                                                                | Red                                                     | 2012 | [ 8 ]         |
| "I Did Something Bad"                     | Taylor Swift                                                 | Taylor Swift Max Martin Shellback                                             | Reputation                                              | 2017 | [ 12 ]        |
| "I Don't Wanna Live Forever"              | Zayn và Taylor Swift                                         | Taylor Swift Sam Dew Jack Antonoff                                            | Fifty Shades Darker: Original Motion Picture Soundtrack | 2016 | [ 34 ]        |
| "I Forgot That You Existed"               | Taylor Swift                                                 | Taylor Swift Louis Bell Frank Dukes                                           | Lover                                                   | 2019 | [ 16 ]        |
| "I Heart ?"                               | Taylor Swift                                                 | Taylor Swift ‡                                                                | Beautiful Eyes                                          | 2008 | [ 3 ]         |
| "I Knew You Were Trouble"                 | Taylor Swift                                                 | Taylor Swift Max Martin Shellback                                             | Red                                                     | 2012 | [ 8 ]         |
| "I Know Places"                           | Taylor Swift                                                 | Taylor Swift Ryan Tedder                                                      | 1989                                                    | 2014 | [ 11 ]        |
| "I Think He Knows"                        | Taylor Swift                                                 | Taylor Swift Jack Antonoff                                                    | Lover                                                   | 2019 | [ 16 ]        |
| "I Want You Back" (hát lại)               | Taylor Swift                                                 | Freddie Perren Deke Richards Berry Gordy, Jr. Alphonso Mizell                 | Speak Now World Tour – Live                             | 2011 | [ 23 ]        |
| "I Wish You Would"                        | Taylor Swift                                                 | Taylor Swift Jack Antonoff                                                    | 1989                                                    | 2014 | [ 11 ]        |
| "If This Was a Movie"                     | Taylor Swift                                                 | Taylor Swift Martin Johnson                                                   | Speak Now (Phiên bản cao cấp)                           | 2010 | [ 6 ]         |
| "Illicit Affairs"                         | Taylor Swift                                                 | Taylor Swift Jack Antonoff                                                    | Folklore                                                | 2020 | [ 14 ]        |
| "Innocent"                                | Taylor Swift                                                 | Taylor Swift ‡                                                                | Speak Now                                               | 2010 | [ 6 ]         |
| "Invisible"                               | Taylor Swift                                                 | Taylor Swift Robert Ellis Orrall                                              | Taylor Swift (Phiên bản cao cấp)                        | 2007 | [ 2 ]         |
| "Invisible String"                        | Taylor Swift                                                 | Taylor Swift Aaron Dessner                                                    | Folklore                                                | 2020 | [ 14 ]        |
| "It's Nice to Have a Friend"              | Taylor Swift                                                 | Taylor Swift Louis Bell Frank Dukes                                           | Lover                                                   | 2019 | [ 16 ]        |
| "I'd Lie"                                 | Taylor Swift                                                 | Taylor Swift ‡                                                                | Không có                                                | 2006 | [ 35 ] [ 36 ] |
| "I'm Only Me When I'm with You"           | Taylor Swift                                                 | Taylor Swift Robert Ellis Orrall Angelo Petraglia                             | Taylor Swift (Phiên bản cao cấp)                        | 2007 | [ 2 ]         |
| "Jump Then Fall"                          | Taylor Swift                                                 | Taylor Swift ‡                                                                | Fearless (Phiên bản bạch kim) và Valentine's Day        | 2009 | [ 22 ] [ 37 ] |
| "King of My Heart"                        | Taylor Swift                                                 | Taylor Swift Max Martin Shellback                                             | Reputation                                              | 2017 | [ 12 ]        |
| "The Lakes"                               | Taylor Swift                                                 | TBA                                                                           | Folklore (Phiên bản đĩa vật lý)                         | 2020 | [ 14 ]        |
| "Last Christmas" (hát lại)                | Taylor Swift                                                 | George Michael                                                                | Sounds of the Season                                    | 2007 | [ 27 ]        |
| "The Last Great American Dynasty"         | Taylor Swift                                                 | Taylor Swift Aaron Dessner                                                    | Folklore                                                | 2020 | [ 14 ]        |
| "Last Kiss"                               | Taylor Swift                                                 | Taylor Swift ‡                                                                | Speak Now                                               | 2010 | [ 6 ]         |
| "The Last Time"                           | Taylor Swift hợp tác với Gary Lightbody từ nhóm Snow Patrol  | Taylor Swift Gary Lightbody Jacknife Lee                                      | Red                                                     | 2012 | [ 8 ]         |
| "Long Live"                               | Taylor Swift                                                 | Taylor Swift ‡                                                                | Speak Now                                               | 2010 | [ 6 ]         |
| "Long Live" (phiên bản đĩa đơn)           | Taylor Swift hợp tác với Paula Fernandes                     | Taylor Swift Paula Fernandes                                                  | Speak Now World Tour – Live                             | 2012 | [ 23 ]        |
| "London Boy"                              | Taylor Swift                                                 | Taylor Swift Jack Antonoff Cautious Clay Sounwave                             | Lover                                                   | 2019 | [ 16 ]        |
| "Look What You Made Me Do"                | Taylor Swift                                                 | Taylor Swift Jack Antonoff Fred Fairbrass Richard Fairbrass Rob Manzoli       | Reputation                                              | 2017 | [ 38 ]        |
| "Love Story"                              | Taylor Swift                                                 | Taylor Swift ‡                                                                | Fearless                                                | 2008 | [ 22 ]        |
| "Lover"                                   | Taylor Swift                                                 | Taylor Swift ‡                                                                | Lover                                                   | 2019 | [ 39 ]        |
| "Lover (Remix)"                           | Taylor Swift hợp tác với Shawn Mendes                        | Taylor Swift Shawn Mendes Scott Harris                                        | Không có                                                | 2019 | [ 40 ]        |
| "The Lucky One"                           | Taylor Swift                                                 | Taylor Swift ‡                                                                | Red                                                     | 2012 | [ 8 ]         |
| "Macavity" (hát lại)                      | Taylor Swift and Idris Elba                                  | Andrew Lloyd Webber T. S. Eliot                                               | Cats: Highlights from the Motion Picture Soundtrack     | 2019 | [ 41 ]        |
| "Mad Woman"                               | Taylor Swift                                                 | Taylor Swift Aaron Dessner                                                    | Folklore                                                | 2020 | [ 14 ]        |
| "The Man"                                 | Taylor Swift                                                 | Taylor Swift Joel Little                                                      | Lover                                                   | 2019 | [ 16 ]        |
| "Mary's Song (Oh My My My)"               | Taylor Swift                                                 | Taylor Swift Liz Rose Brian Maher                                             | Taylor Swift                                            | 2006 | [ 2 ]         |
| "Me!"                                     | Taylor Swift hợp tác với Brendon Urie từ Panic! at the Disco | Taylor Swift Joel Little Brendon Urie                                         | Lover                                                   | 2019 | [ 42 ]        |
| "Mean"                                    | Taylor Swift                                                 | Taylor Swift ‡                                                                | Speak Now                                               | 2010 | [ 6 ]         |
| "Mine"                                    | Taylor Swift                                                 | Taylor Swift ‡                                                                | Speak Now                                               | 2010 | [ 6 ]         |
| "Mirrorball"                              | Taylor Swift                                                 | Taylor Swift Jack Antonoff                                                    | Folklore                                                | 2020 | [ 14 ]        |
| "Miss Americana & the Heartbreak Prince"  | Taylor Swift                                                 | Taylor Swift Joel Little                                                      | Lover                                                   | 2019 | [ 16 ]        |
| "The Moment I Knew"                       | Taylor Swift                                                 | Taylor Swift ‡                                                                | Red                                                     | 2012 | [ 8 ]         |
| "My Tears Ricochet"                       | Taylor Swift                                                 | Taylor Swift ‡                                                                | Folklore                                                | 2020 | [ 14 ]        |
| "Never Grow Up"                           | Taylor Swift                                                 | Taylor Swift ‡                                                                | Speak Now                                               | 2010 | [ 6 ]         |
| "New Romantics"                           | Taylor Swift                                                 | Taylor Swift Max Martin Shellback                                             | 1989 (Phiên bản cao cấp)                                | 2014 | [ 11 ]        |
| "New Year's Day"                          | Taylor Swift                                                 | Taylor Swift Jack Antonoff                                                    | Reputation                                              | 2017 | [ 12 ]        |
| "Only the Young"                          | Taylor Swift                                                 | Taylor Swift Joel Little                                                      | None                                                    | 2020 | [ 43 ]        |
| "The Other Side of the Door"              | Taylor Swift                                                 | Taylor Swift ‡                                                                | Fearless (Phiên bản bạch kim)                           | 2009 | [ 22 ]        |
| "Our Song"                                | Taylor Swift                                                 | Taylor Swift ‡                                                                | Taylor Swift                                            | 2006 | [ 2 ]         |
| "Ours"                                    | Taylor Swift                                                 | Taylor Swift ‡                                                                | Speak Now (Phiên bản cao cấp)                           | 2010 | [ 6 ]         |
| "Out of the Woods"                        | Taylor Swift                                                 | Taylor Swift Jack Antonoff                                                    | 1989                                                    | 2014 | [ 11 ]        |
| "The Outside"                             | Taylor Swift                                                 | Taylor Swift ‡                                                                | Taylor Swift                                            | 2006 | [ 2 ]         |
| "Paper Rings"                             | Taylor Swift                                                 | Taylor Swift Jack Antonoff                                                    | Lover                                                   | 2019 | [ 16 ]        |
| "Peace"                                   | Taylor Swift                                                 | Taylor Swift Aaron Dessner                                                    | Folklore                                                | 2020 | [ 14 ]        |
| "A Perfectly Good Heart"                  | Taylor Swift                                                 | Taylor Swift James Verges                                                     | Taylor Swift (Phiên bản cao cấp)                        | 2007 | [ 2 ]         |
| "Picture to Burn"                         | Taylor Swift                                                 | Taylor Swift Liz Rose                                                         | Taylor Swift                                            | 2006 | [ 2 ]         |
| "A Place in This World"                   | Taylor Swift                                                 | Taylor Swift Robert Ellis Orrall Angelo Petraglia                             | Taylor Swift                                            | 2006 | [ 2 ]         |
| "...Ready for It?"                        | Taylor Swift                                                 | Taylor Swift Max Martin Shellback Ali Payami                                  | Reputation                                              | 2017 | [ 44 ]        |
| "Red"                                     | Taylor Swift                                                 | Taylor Swift ‡                                                                | Red                                                     | 2012 | [ 8 ]         |
| "Ronan"                                   | Taylor Swift                                                 | Taylor Swift Maya Thompson                                                    | Không có                                                | 2012 | [ 45 ]        |
| "Sad Beautiful Tragic"                    | Taylor Swift                                                 | Taylor Swift ‡                                                                | Red                                                     | 2012 | [ 8 ]         |
| "Safe & Sound"                            | Taylor Swift hợp tác với The Civil Wars                      | Taylor Swift Joy Williams John Paul White T-Bone Burnett                      | The Hunger Games                                        | 2011 | [ 30 ]        |
| "Santa Baby" (hát lại)                    | Taylor Swift                                                 | Joan Javits Philip Springer Tony Springer                                     | Sounds of the Season                                    | 2007 | [ 27 ]        |
| "September" (hát lại)                     | Taylor Swift                                                 | Maurice White Al McKay Allee Willis                                           | Spotify Singles                                         | 2018 | [ 46 ]        |
| "Seven"                                   | Taylor Swift                                                 | Taylor Swift Aaron Dessner                                                    | Folklore                                                | 2020 | [ 14 ]        |
| "Shake It Off"                            | Taylor Swift                                                 | Taylor Swift Max Martin Shellback                                             | 1989                                                    | 2014 | [ 11 ]        |
| "Should've Said No"                       | Taylor Swift                                                 | Taylor Swift ‡                                                                | Taylor Swift                                            | 2006 | [ 2 ]         |
| "Silent Night"                            | Taylor Swift                                                 | Josef Mohr Franz Xaver Gruber                                                 | Sounds of the Season                                    | 2007 | [ 27 ]        |
| "So It Goes..."                           | Taylor Swift                                                 | Taylor Swift Max Martin Shellback Oscar Görres                                | Reputation                                              | 2017 | [ 12 ]        |
| "Soon You'll Get Better"                  | Taylor Swift hợp tác với Dixie Chicks                        | Taylor Swift Jack Antonoff                                                    | Lover                                                   | 2019 | [ 16 ]        |
| "Sparks Fly"                              | Taylor Swift                                                 | Taylor Swift ‡                                                                | Speak Now                                               | 2010 | [ 6 ]         |
| "Speak Now"                               | Taylor Swift                                                 | Taylor Swift ‡                                                                | Speak Now                                               | 2010 | [ 6 ]         |
| "Starlight"                               | Taylor Swift                                                 | Taylor Swift ‡                                                                | Red                                                     | 2012 | [ 8 ]         |
| "State of Grace"                          | Taylor Swift                                                 | Taylor Swift ‡                                                                | Red                                                     | 2012 | [ 8 ]         |
| "Stay Beautiful"                          | Taylor Swift                                                 | Taylor Swift Liz Rose                                                         | Taylor Swift                                            | 2006 | [ 2 ]         |
| "Stay Stay Stay"                          | Taylor Swift                                                 | Taylor Swift ‡                                                                | Red                                                     | 2012 | [ 8 ]         |
| "The Story of Us"                         | Taylor Swift                                                 | Taylor Swift ‡                                                                | Speak Now                                               | 2010 | [ 6 ]         |
| "Style"                                   | Taylor Swift                                                 | Taylor Swift Max Martin Shellback Ali Payami                                  | 1989                                                    | 2014 | [ 11 ]        |
| "Superman"                                | Taylor Swift                                                 | Taylor Swift ‡                                                                | Speak Now                                               | 2010 | [ 6 ]         |
| "Superstar"                               | Taylor Swift                                                 | Taylor Swift ‡                                                                | Fearless (Phiên bản bạch kim)                           | 2009 | [ 22 ]        |
| "Sweeter Than Fiction"                    | Taylor Swift                                                 | Taylor Swift Jack Antonoff                                                    | One Chance Soundtrack                                   | 2013 | [ 47 ]        |
| "Teardrops on My Guitar"                  | Taylor Swift                                                 | Taylor Swift Liz Rose                                                         | Taylor Swift                                            | 2006 | [ 2 ]         |
| "Tell Me Why"                             | Taylor Swift                                                 | Taylor Swift Liz Rose                                                         | Fearless                                                | 2008 | [ 22 ]        |
| "This Is Me Trying"                       | Taylor Swift                                                 | Taylor Swift Jack Antonoff                                                    | Folklore                                                | 2020 | [ 14 ]        |
| "This Is Why We Can't Have Nice Things"   | Taylor Swift                                                 | Taylor Swift Jack Antonoff                                                    | Reputation                                              | 2017 | [ 12 ]        |
| "This Love"                               | Taylor Swift                                                 | Taylor Swift ‡                                                                | 1989                                                    | 2014 | [ 11 ]        |
| "Tied Together with a Smile"              | Taylor Swift                                                 | Taylor Swift Liz Rose                                                         | Taylor Swift                                            | 2006 | [ 2 ]         |
| "Tim McGraw"                              | Taylor Swift                                                 | Taylor Swift Liz Rose                                                         | Taylor Swift                                            | 2006 | [ 2 ]         |
| "Today Was a Fairytale"                   | Taylor Swift                                                 | Taylor Swift ‡                                                                | Valentine's Day                                         | 2010 | [ 37 ]        |
| "Treacherous"                             | Taylor Swift                                                 | Taylor Swift Dan Wilson                                                       | Red                                                     | 2012 | [ 8 ]         |
| "Two Is Better Than One"                  | Boys Like Girls hợp tác với Taylor Swift                     | Martin Johnson                                                                | Love Drunk                                              | 2009 | [ 51 ]        |
| "Umbrella" (hát lại - trực tiếp)          | Taylor Swift                                                 | Christopher "Tricky" Stewart Terius "Dream" Nash Thaddis Harrell Shawn Carter | iTunes Live from SoHo                                   | 2008 | [ 52 ]        |
| "Untouchable"                             | Taylor Swift                                                 | Cary Barlowe Nathan Barlowe Tommy Lee James Taylor Swift                      | Fearless (Phiên bản bạch kim)                           | 2009 | [ 22 ]        |
| "The Way I Loved You"                     | Taylor Swift                                                 | Taylor Swift John Rich                                                        | Fearless                                                | 2008 | [ 22 ]        |
| "We Are Never Ever Getting Back Together" | Taylor Swift                                                 | Taylor Swift Max Martin Shellback                                             | Red                                                     | 2012 | [ 8 ]         |
| "Welcome to New York"                     | Taylor Swift                                                 | Taylor Swift Ryan Tedder                                                      | 1989                                                    | 2014 | [ 11 ]        |
| "White Christmas"                         | Taylor Swift                                                 | Irving Berlin                                                                 | Sounds of the Season                                    | 2007 | [ 27 ]        |
| "White Horse"                             | Taylor Swift                                                 | Taylor Swift Liz Rose                                                         | Fearless                                                | 2008 | [ 22 ]        |
| "Wildest Dreams"                          | Taylor Swift                                                 | Taylor Swift Max Martin Shellback                                             | 1989                                                    | 2014 | [ 11 ]        |
| "Wonderland"                              | Taylor Swift                                                 | Taylor Swift Max Martin Shellback                                             | 1989 (Phiên bản cao cấp)                                | 2014 | [ 11 ]        |
| "You Are in Love"                         | Taylor Swift                                                 | Taylor Swift Jack Antonoff                                                    | 1989 (Phiên bản cao cấp)                                | 2014 | [ 11 ]        |
| "You Belong with Me"                      | Taylor Swift                                                 | Taylor Swift Liz Rose                                                         | Fearless                                                | 2008 | [ 22 ]        |
| "You Need to Calm Down"                   | Taylor Swift                                                 | Taylor Swift Joel Little                                                      | Lover                                                   | 2019 | [ 54 ]        |
| "You're Not Sorry"                        | Taylor Swift                                                 | Taylor Swift ‡                                                                | Fearless                                                | 2008 | [ 22 ]        |